# Whitwell (Hertfordshire)
Whitwell – wieś w Anglii, w hrabstwie Hertfordshire. Leży 17 km na północny zachód od miasta Hertford i 42 km na północ od centrum Londynu. W 2015 miejscowość liczyła 1006 mieszkańców.